# コガクウツギ
コガクウツギ（小額空木、小萼空木、学名:Hydrangea luteovenosa）は、アジサイ科、アジサイ属の落葉性の低木。名の由来はガクウツギよりも花が小さいことによる。

## 特徴
本州の東海地方以西、四国、九州に分布する。樹高は最大でも2mほど。通常1m - 2m。枝は赤紫色から黒紫色で、葉にはつやがある。葉は単葉で対生で長楕円形または楕円形。谷間の二次林などに日陰に多く自生する。日本では初夏である5月 - 7月にかけて白い花をつける。枝先に散房花序をつけ、両性花と装飾花がいっしょにつく。花びらに見えるのは装飾花のガクである。花径は3cm - 5cm。特に日当たりのよい場所では道沿いなどでは多くの花数が見られることがある。芳香を放つ。果実は朔果で約5mmで9月 - 10月につく。